# Czinczin
Czinczin – wieś w Armenii, w prowincji Tawusz. W 2011 roku liczyła 558 mieszkańców.